# اچ‌ام‌سی‌اس سودبری (کی۱۶۲)
اچ‌ام‌سی‌اس سودبری (کی۱۶۲) (به انگلیسی: HMCS Sudbury (K162)) یک کشتی بود که طول آن ۲۰۵ فوت (۶۲٫۴۸ متر) بود. این کشتی در سال ۱۹۴۱ ساخته شد.